# Likoma (distrikt)
Likoma er et distrikt i Malawis Nordlige Region. Det dækker et areal på 18 km², og har en befolkning på 13.000. Distriktet er en eksklave, bestående af to øer, Likoma og Chizumulu, i den mozambiquiske del af Malawisøen. Distriktets hovedby er Likoma.
12°05′S 34°40′Ø / 12.083°S 34.667°Ø